# سعد الناصر
سعد الناصر (عربی: سعد الناصر؛ زادهٔ ۸ ژانویهٔ ۲۰۰۱) بازیکن فوتبال اهل عربستان سعودی است.
وی همچنین در تیم‌های ملی فوتبال زیر ۲۰ سال، زیر ۲۳ سال و بزرگسالان عربستان سعودی بازی کرده‌است.